# 史芬尼·米利奧蘭斯
史芬尼·米利奧蘭斯（Stefani Miglioranzi；1977年9月20日—）一般称作米利奧蘭斯，生于波蘇斯迪卡爾達斯，巴西职业足球运动员，现效力于美國職業足球大聯盟球会哥倫布機員。